# Оригінальний порядок
Оригінальний порядок — концепція в архівній теорії, за якою група записів повинна зберігатися в тому самому порядку, в якому їх розмістив автор запису. Поряд з походженням оригінальний порядок є основним принципом архівної концепції поваги до фондів. Основна мета зберігання документів у первісному порядку — зберегти додаткову контекстуальну інформацію про творця документів і середовище їхнього створення. Оригінальний порядок також заохочує архівіста зберігати нейтралітет, а не застосовувати будь-яку інтерпретацію до записів.

## Принцип
«Глосарій термінології архівів і документації» Товариства американських архівістів називає оригінальний порядок «фундаментальним принципом архівів» і висуває дві головні цілі: збереження «зв'язків і доказової значущості» записів і полегшення використання записів шляхом підтримки «механізмів творця запису для доступ». Визначення ТАА визначає, що вихідний порядок не обов'язково є порядком записів після їх доставки до архіву; якщо щось отримано архівом явно не за послідовністю, очікується, що архів поверне елемент у його початкове розташування. Якщо документи отримано без будь-якої помітної системи організації, архівісту може знадобитися створити оригінальний порядок.
Порядок, у якому були створені записи, може надати важливу інформацію про наміри їхнього творця. Початковий порядок допомагає зберегти контекст записів недоторканим, а деякі записи залежать від їхнього початкового контексту, щоб розповісти свою історію. Дослідники можуть використовувати цей контекст, щоб краще зрозуміти зв'язок документів один з одним, з їхнім творцем або з тим, як вони зберігалися, використовувалися чи передавалися до того, як потрапили до архіву.
Ще одна перевага підтримки початкового порядку полягає в тому, що це зменшує кількість часу, який архівісти повинні витрачати на обробку та впорядкування нових записів, щойно вони надходять до колекції. Замість створення нової організаційної системи, розробки нових метаданих або написання нових описів архівісти можуть використовувати системи та описи, уже розроблені творцем, як описано в основоположній статті «Більше продукту, менше процесу».
Оригінальний порядок тісно пов'язаний із походженням, але не таким самим, як джерело створення запису або право власності. Крім того, що записи зберігаються в їх оригінальному порядку, найкраща практика вимагає, щоб записи групувалися разом відповідно до їх походження; записи, створені різними особами чи організаціями, не можна змішувати разом, навіть якщо вони обговорюють ту саму тему.

## Історія
Макса Лемана часто вважають першим архівістом, який писав про принцип оригінального порядку, коли він розробив інструкції для Прусського таємного державного архіву в 1881 році. Оригінальний наказ, або Registraturprinzip, являв собою найпростіший спосіб для прусських архівістів підтримувати складні системи реєстрації Державних архівів. До цього багато архівів організовували свої записи за форматом, змістом або хронологією. Багато розроблених хронологічних реєстрів, по суті, послідовний список записів, який зростав у міру їх додавання до архіву. Це часто ускладнювало архівістам обробку та опис документів, особливо у великих колекціях або коли їм доводилося впорядковувати недатовані документи.
Перше варте уваги формулювання практики оригінального порядку було представлено в «Керівництві з упорядкування та опису архівів» (також відомому як «Голландський посібник») у 1898 році, де в розділі про впорядкування архівних документів пункт № 16 говорить: «Система упорядкування має ґрунтуватися на первісній організації архівної колекції, яка в основному відповідає організації адміністративного органу, що її створив».
Ці принципи не мали застосовуватися до особистих документів, оскільки «Голландський посібник» не розглядав колекцію особистих паперів як архів. У першому англомовному посібнику з адміністрування архівів, опублікованому в 1937 році, сер Гілларі Дженкінсон стверджувала, що лише «документи, які були частиною офіційної угоди і зберігалися для офіційного використання, кваліфікуються як архівні». Проте багато, хоча й не всі, сучасних архівістів змінили своє мислення і розглядають особисті документи як архіви, які заслуговують такого ж ставлення, як державні чи організаційні записи.

## Критика
Багато архівістів критикували принцип оригінального порядку. Т. Р. Шелленберґ стверджував, що цей принцип виник у країнах із реєстровою системою зберігання архівів, у якій реєстратори відігравали важливу роль як посередник між агенцією чи установою, що створює документи, та архівом, який їх придбав і зберігав. Наведення порядку цими реєстраторами забезпечило логічну та послідовну організацію записів до їх доставки до архіву. До 1960-х років ця функція реєстратора більше не існувала, і натомість записи часто доставлялися до архіву за відсутності будь-якої послідовної чи зрозумілої системи організації. Шелленберґ стверджував, що «Зазвичай [архівіст] повинен намагатися зрозуміти систему розташування, яка була накладена на записи спочатку, а не нав'язувати свою власну. Але він не повинен мати жодних докорів сумління щодо перестановки серій відносно одна одної або окремих записів у них, якщо таким чином він може зробити записи більш зрозумілими та придатними для використання». Френк Боулз також зазначив, що дотримання первісного порядку означає надання пріоритету упорядкуванню записів творцями над системою, яка найкраще підходить для майбутніх користувачів і дослідників, а це може іноді обмежувати можливості дослідників у доступі до записів.
Інші критики зазначали, що навіть відновлення передбачуваного початкового порядку може призвести до стирання доказів керування групою записів після їхнього початкового створення та організації. Податливий характер великих організацій, у яких групи записів можуть проходити через кількох зберігачів до їх передачі в архів, може ускладнити ідентифікацію оригінального замовлення. Том Несміт далі стверджував, що вихідний порядок не обов'язково є постійним протягом усього життя запису; оскільки записи переміщуються від одного зберігача до іншого, до надходження в архів, ймовірно, що порядок буде змінено таким чином, що архів більше не отримує записи в тому порядку, в якому вони були створені. Постійне використання архівної колекції та поточна обробка чи перегрупування також можуть вплинути на уявлення про те, що становить «оригінальний» порядок і яка контекстна інформація має пріоритет для збереження.
Деякі архівісти вважають, що оригінальний порядок може бути менш застосовним до особистих документів, тому що більш імовірно, що творець цих записів не створював і не зберігав записи належним чином. Дженніфер Міхан, наприклад, стверджує, що «Щоб адекватно зрозуміти і контекстуалізувати особисті документи, архівісти повинні по-іншому сприймати первісний порядок: замість того, щоб думати про нього як про мету, яку потрібно досягти, він може краще слугувати архівним цілям, якщо думати про нього як про засіб для упорядкування та описування». Інші стверджують, що збереження особистих записів у їх початковому порядку надає важливу контекстну інформацію про особистість або психічний стан творця.

## В цифрових архівах
У сучасну епоху велика кількість оцифрованих записів створила деякі нові проблеми для розуміння та підтримки оригінального порядку.
Inscription, спосіб запису цифрових файлів на диск або диск, зазвичай зберігає біти даних у непослідовному порядку залежно від того, де є вільний простір. Біти мають бути зібрані разом і агреговані у файл, який має значення для користувача. Крім того, кожен раз, коли здійснюється доступ до електронного файлу, він змінюється. Ця нова інформація, наприклад дата «останнього збереження» або тимчасові файли, створені функцією автозбереження програмного забезпечення, також зберігається в нових місцях на диску. Цифрові записи мають більшу ймовірність мати кілька версій протягом свого життя, ніж фізичні записи — навіть більше, ніж може бути відомо автору, — що може ускладнити визначення оригінального порядку.
На основі тематичних досліджень оцифрованих і новостворених цифрових записів Джейн Чжан описала кілька ключових висновків щодо поняття первісного порядку в цифрових архівах. Ці висновки включають той факт, що електронні записи можуть мати кілька варіацій первинного порядку, оскільки вони не мають фіксованої системи організації; вони можуть бути реорганізовані на основі будь-якої кількості метаданих одним натисканням кнопки. Крім того, метадані, додані до електронних записів творцем, значно полегшують автоматичну обробку і можуть бути застосовані до нижчих рівнів ієрархічної організації електронних записів, що дозволяє знаходити окремі елементи незалежно від того, чи збереглися вони в первісному порядку створення, чи ні.
Оскільки концепція первинного порядку в цифрових архівах є настільки складною, деякі архівісти запропонували розробити нові вказівки, які стосуватимуться електронних записів, дотримуючись при цьому принципів, властивих повазі до фонду. Цзіньфан Ніу стверджував, що «упорядкування цифрових записів набагато менше пов'язане з підтриманням фізичного порядку носіїв інформації, а більше з підтриманням концептуальних зв'язків між електронними записами, оскільки фізичний порядок цифрових записів часто потрібно змінювати з метою їх зберігання та збереження».